# Laotische Fußballnationalmannschaft der Frauen
Die laotische Frauenfußballnationalmannschaft ist eine Auswahlmannschaft der Fédération Lao de Football, die das Land Laos auf internationaler Ebene bei Frauen-Länderspielen vertritt. Die Mannschaft nahm bislang nur an der Südostasienmeisterschaft und an der Qualifikation zur Asienmeisterschafte teil, jedoch nicht an Weltmeisterschaften. Derzeitige Trainerin ist Nayuha Toyoda.

## Geschichte
Ihr erstes Spiel absolvierte die Mannschaft bei der Südostasienmeisterschaft 2007. Das Gruppenspiel gegen Thailand wurde mit 13:1 verloren. Nach einer weiteren Niederlage gegen Myanmar und einem Sieg gegen Singapur schied Laos aus. Bei den Südostasienspielen im gleichen Jahr erreichte Laos nach einem Unentschieden gegen die Philippinen und einer Niederlage gegen Vietnam zwar das Halbfinale, schied dort allerdings gegen Thailand aus. Auch das Spiel um Platz drei gegen Myanmar wurde verloren. Im folgenden Jahr nahm das Team wieder an der Südostasienmeisterschaft teil und verpasste nach zwei Siegen gegen Indonesien und Malaysia und zwei Niederlagen gegen Myanmar und Vietnam die Finalrunde. Im Jahr 2009 gewann Laos bei den Südostasienspielen gegen Malaysia, erzielte ein Unentschieden gegen Myanmar und unterlag gegen Thailand und Vietnam. Somit wurde das Finale verpasst. Bei der Südostasienmeisterschaft 2011 gewann Laos in der Gruppenphase gegen Indonesien und Singapur und verlor gegen Vietnam. Beim Halbfinale verlor die Mannschaft gegen Thailand und das Spiel um Platz drei gegen Vietnam wurde ebenfalls verloren. Im folgenden Jahr wurde bei der Südostasienmeisterschaft nach einem Sieg gegen Malaysia und einer Niederlage gegen Thailand erneut das Halbfinale erreicht. Dies wurde gegen Vietnam verloren. Das Spiel um Platz drei konnte dann Thailand gewinnen. Im Jahr darauf wurde die Finalrunde der Südostasienmeisterschaft verpasst, nachdem es in der Gruppenphase nur einen Sieg gegen Indonesien und Niederlagen gegen Myanmar, die japanische U-23 und die Philippinen gab. Bei den Südostasienspielen 2013 schied Laos nach Niederlagen gegen Malaysia und Thailand als Gruppenletzter aus. Auch bei der Südostasienmeisterschaft 2015 wurde die Finalrunde verpasst, nachdem Laos nur ein Sieg gegen Indonesien gelang und die Spiele gegen die australische U-20 und gegen Thailand verloren wurden.
Zur nächsten Teilnahme an einem Turnier kam es erst bei den Südostasienspielen 2021. Dabei wurden alle Gruppenspiele gegen Myanmar, Singapur und Thailand verloren. Bei der Qualifikation zur Fußball-Asienmeisterschaft 2022 war Laos ebenfalls nicht erfolgreich, da die Spiele gegen Taiwan und Bahrain verloren wurden. Bei der Südostasienmeisterschaft im gleichen Jahr wurde nach einem Sieg gegen Osttimor, einem Unentschieden gegen Kambodscha und Niederlagen gegen Vietnam und Myanmar abermals die Finalrunde verpasst. Auch bei den Südostasienspielen 2023 wurde die Finalrunde verpasst, nachdem die Gruppenspiele gegen Kambodscha, Thailand und Singapur verloren wurden.

## Turniere

### Olympische Spiele
- 1996 bis 2012: Nicht teilgenommen
- 2016: Nicht qualifiziert
- 2020 bis 2024: Nicht teilgenommen
- 2028: Nicht qualifiziert

### Weltmeisterschaft
- 1991 bis 2019: Nicht teilgenommen
- 2023 bis 2027: Nicht qualifiziert

### Asienmeisterschaft
- 1975 bis 2018: Nicht teilgenommen
- 2022 bis 2026: Nicht qualifiziert

### Südostasienmeisterschaft
- 2004 bis 2006: Nicht teilgenommen
- 2007: Gruppenphase
- 2008: Gruppenphase
- 2011: Vierter Platz
- 2012: Vierter Platz
- 2013: Gruppenphase
- 2015: Gruppenphase
- 2016 bis 2019: Nicht teilgenommen
- 2022: Gruppenphase
- 2025: Nicht qualifiziert